# Tat Tvam Asi

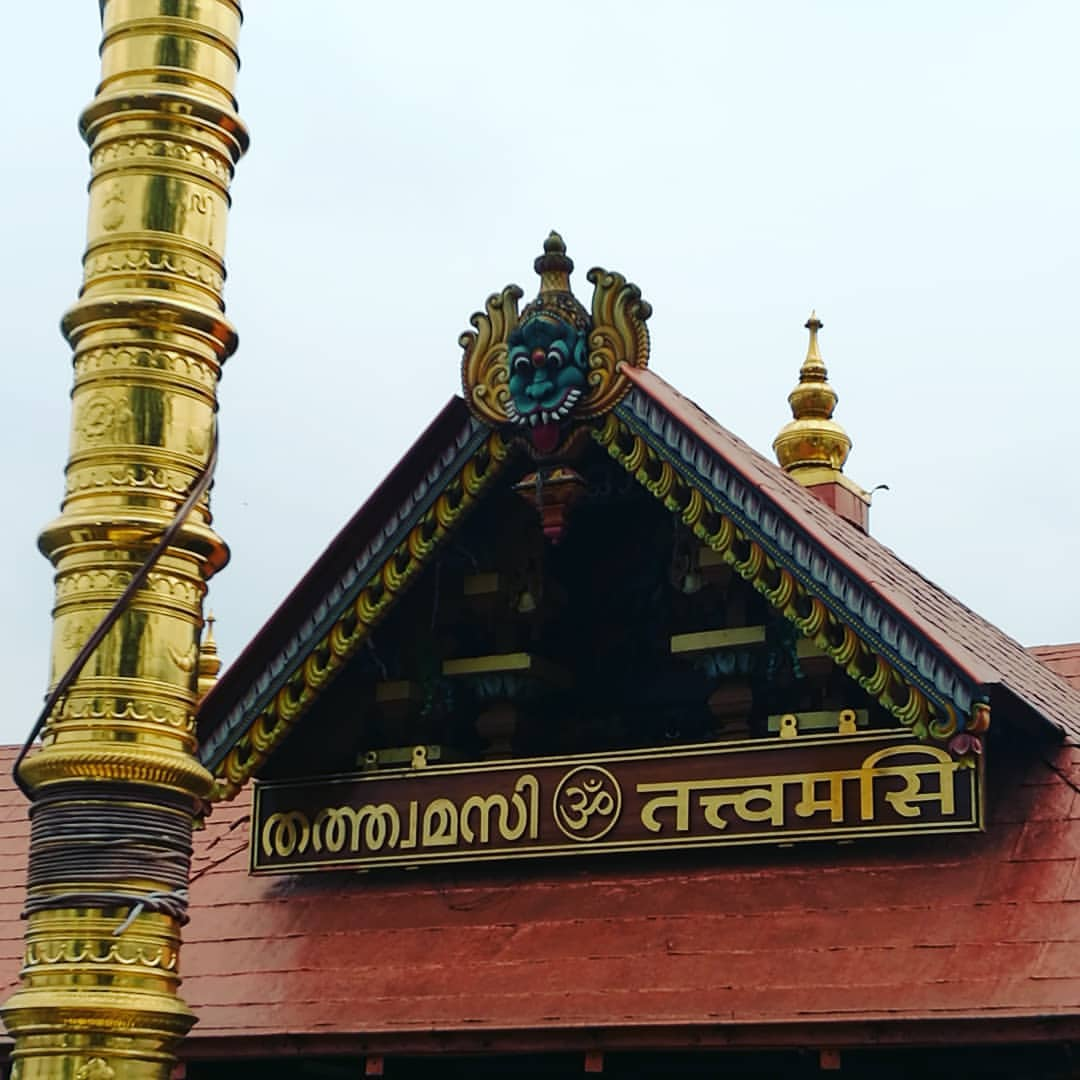
A frase "Tat Tvam Asi" em malaiala e sânscrito, exibida do lado de fora da câmara-útero do Templo Sabarimala em Kerala, Índia. A sílaba sagrada "Om" é o glifo no meio.

Tat Tvam Asi (devanágari : तत्त्वमसि , védico: tat tvam asi), uma frase sânscrita, traduzida de várias maneiras como "tu és isto" (tat = aquilo/isto, que nesse contexto pode ser compreendido como o princípio, a realidade, a verdade, a existência, o Ser (Sat), o Brahman; tvam = tu; asi = és; Aquilo tu és) é um dos Mahāvākyas (Grandes Pronunciamentos) no Sanatana Dharma vedântico. Ocorre originalmente na Chandogya Upanishad 6.8.7, no diálogo entre Uddalaka e seu filho Śvetaketu; aparece no final de uma seção e é repetido no final das seções subsequentes como um refrão. O significado desse ditado é que o Eu - em seu estado original, puro e primordial - é total ou parcialmente identificável ou idêntico à Realidade Suprema, que é o fundamento e a origem de todos os fenômenos. 
As principais escolas do Vedanta oferecem diferentes interpretações da frase:
- Advaita - igualdade absoluta de 'tat', a Realidade Suprema, Brahman, e 'tvam', o Self, Atman.
- Shuddhadvaita - unicidade na "essência" entre 'tat' e o eu individual; mas 'tat' é o todo e o eu é uma parte.
- Vishishtadvaita - identidade do eu individual como parte do todo que é 'tat', Brahman.
- Dvaitadvaita - não diferença e diferença iguais entre o eu individual como parte do todo que é 'tat'.
- Dvaita de Madhvacharya - "Sa atmaa-tat tvam asi" em sânscrito é na verdade "Sa atma-atat tvam asi" ou "Atma (alma), tu és, tu não és Deus". Na refutação de Mayavada (Mayavada sata dushani), texto 6, 'tat tvam asi' é traduzido como "você é um servo do Supremo (Vishnu)"
- Acintya Bheda Abheda - unidade inconcebível e diferença entre o eu individual como parte do todo que é 'tat'.